# 国际电信联盟

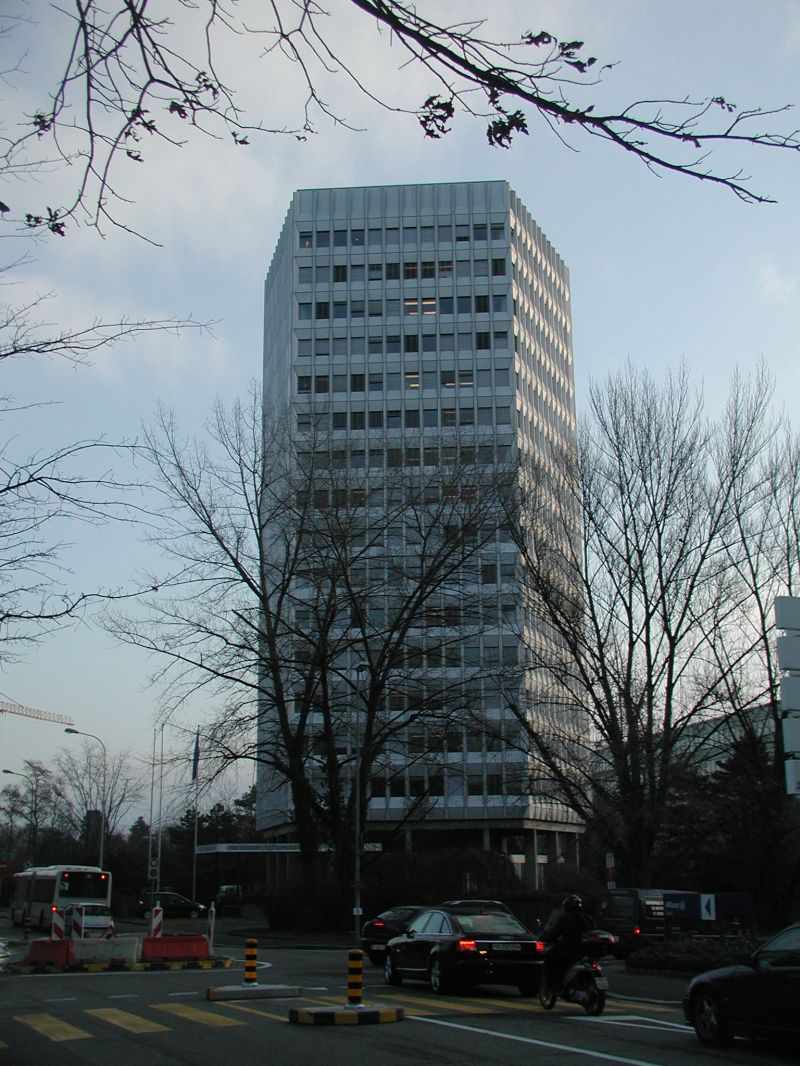
国际电信联盟总部大楼

国际电信联盟（简称：国际电联，简称 UIT，简称 ITU）又稱國際電信聯合會，是一个国际组织，主要负责确立国际无线电和电信的管理制度和标准。它的前身是1865年5月17日在巴黎创立的国际电报联盟（International Telegraph Union），是世界上最悠久的国际组织。它的主要任务是制定标准，分配无线电资源，组织各个国家之间的国际长途互连方案。国际电信联盟目前也是联合国的15个專門機構之一，其总部设在瑞士的联合国第二大总部日内瓦。
ITU制定的国际标准一直被称作某某“建议”（Recommendations，这个词通常一般要全部大写以区分普通意义上的建议），由于ITU作为国际组织的长期性和作为联合国的特别机构的特殊地位，ITU发布的标准比大多数其他同一级别的技术规范制定组织拥有更高的国际认同度。
ITU的工作由它的“成员”管理。作为联合国的机构，所有联合国的成员国都可以是ITU成员，他们也被叫做“成员国”。公司和其他组织可以按照“部门成员”或者“联盟者”身份加入，这两种成员资格都可以直接参與标准的制定（ISO不允许这样）。ITU不同的下属部门还与其它组织保持“联络关系”。

## 機構組成
全權代表大會是國際電信聯盟的最高機構，通常每四年召開一次會議。
行政大會分世界性行政大會和區域性行政大會兩種。
行政理事會每年召開一次會議，負責執行全權代表大會的決議。
常設部門包括无线电通信部门（ITU-R）、電信標準化部門（ITU-T）、电信发展部门（ITU-D）。
秘書長1949年12月31日前設理事長(Director)主持日常工作，皆是瑞士籍。1950年1月1日起改設秘書長，每任任期7年，是聯合國副秘書長體系之一。首任秘書長由法國籍利昂.馬來特(Léon Mulatier)當選。現任秘書長為美國籍多琳·博格丹·马丁，任期至2030年。

## 通信标准化

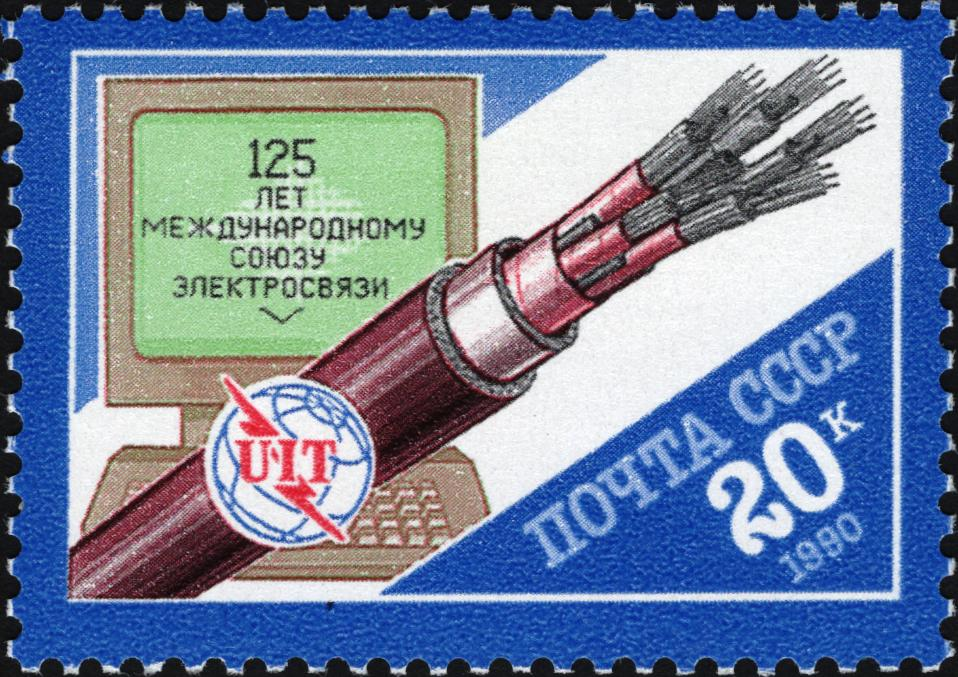
125年紀念郵票（1990年）

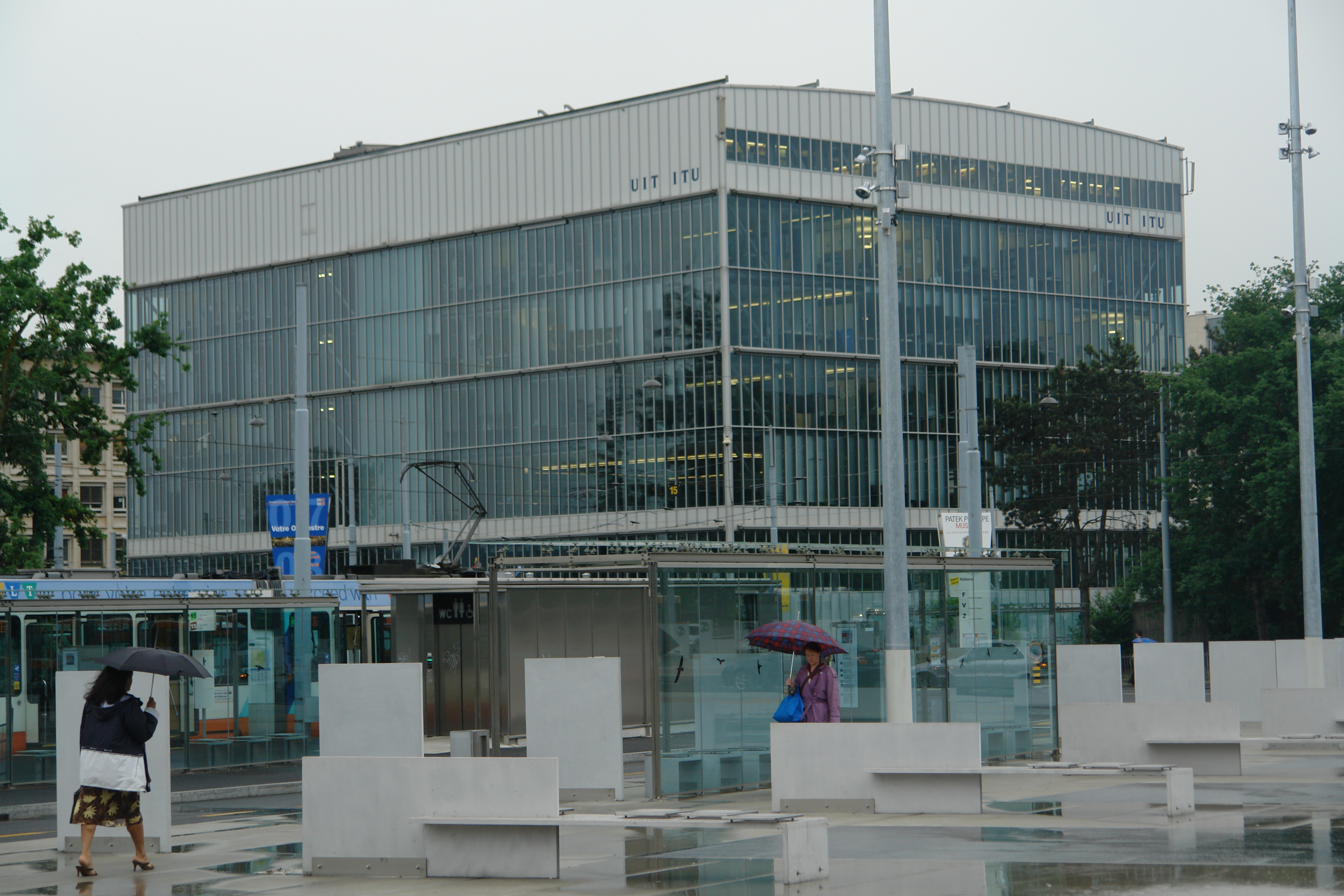
ITU日內瓦設施

多数标准（建议）由ITU-T制定。ITU-T的下属机构这样划分：
- A ITU-T工作组织，管理
- B 表达式定义方法，符号和分类
- C 通用电信统计学（General telecommunication statistics）
- D 通用资费原则（General tariff principles）
- E 全网络业务，电话业务，维护操作和人为因素
- F 非电话电信服务 （Non-telephone telecommunication services）
- G 传输系统和媒体，数据系统和网络（Transmission systems and media, digital systems and networks）
- H 可视音频和多媒体系统（Audiovisual and multimedia systems）
- I 综合业务数字网（Integrated services digital network）
- J 电缆网络电视传输，声音节目和其他多媒体信号（Cable networks and transmission of television, sound programme and other multimedia signals）
- K 抗干扰保护（Protection against interference）
- L 户外电缆和元件的施工、安装和保护（Construction, installation and protection of cables and other elements of outside plant）
- M 网络维护，国际传输系统电话电路电报传真和租用电路
- O 计量设备规范Specifications of measuring equipment
- P 电话传输质量，安装和本地网
- Q 交换和信令 （Switching and signalling）
- R 电报传输（Telegraph transmission）
- S 电报业务无终端设备（Telegraph services terminal equipment）
- T 远程信息处理业务终端（Terminals for telematic services）
- U 电报交换（Telegraph switching）
- V 电话网上的数据通信（Data communication over the telephone network）
- X 数据网和开放系统通信（Data networks and open system communications）
- Y 全球信息基础架构和网络协议特征（Global information infrastructure and Internet protocol aspects）
- Z 电信系统语言和通用软件特征（Languages and general software aspects for telecommunication systems ）

标准的名字由分支字母加上一个点“.”再加一个数字组成，例如著名的ITU-T标准V.24（串行）、H.264（视频压缩）或者E.164（国际电话号码）。

## 会议
ITU通过广泛的工作伙伴，研究小组，区域会议和国际会议选择国家或者私人组织参加会议。
例如: 
- 世界无线电通信会议（WRC）
- 世界后勤无线电会议（WARC）

## 信息社会世界高峰会议
ITU担任信息社会世界高峰会议（WSIS）的秘书处。

## 成員國
聯合國成員國都能成爲国际电信联盟成員國。国际电信联盟有194个成员国，包括193联合国成员国和梵蒂冈。最近加入国际电联的成员国是帛琉，于2024年9月19日加入。2010年巴勒斯坦国被承认为观察员国。
国际电信联盟的会员也可能是一些私人组织像运营商、设备制造商、资助机构、研究和开发组织以及国际和地区电信组织，它可以作为无投票权的部门成员加入。
与︁国际电信联盟有联系的其他区域组织有：
- 亚太电信组织（英语：Asia-Pacific Telecommunity） (APT)
- 阿拉伯频谱管理集团 (ASMG)
- 非洲电信联盟（英语：African Telecommunications Union） (ATU)
- 加勒比电信联盟 (CTU)[4]
- 欧洲邮电管理委员会 (CEPT)
- 美洲电信委员会（英语：Inter-American Telecommunication Commission） (CITEL)
- 通信领域区域联合体 (RCC)